# رستم و سهراب (فیلم ۱۳۳۶)
رستم و سهراب فیلمی به کارگردانی مهدی رئیس فیروز، شاهرخ رفیع و نویسندگی ابوالقاسم جنتی عطایی ساختهٔ سال ۱۳۳۶ است.

## بازیگران
- حسین معطر در نقش رستم
- پرویز تقوی در نقش سهراب
- روفیا در نقش تهمینه
- اکبر خواجوی در نقش هومان پسر ویسه
- دلبر در نقش گردآفرید
- سودابه
- علی دلپذیر
- صابر رهبر
- تهمینه